# 大関増裕
大関 増裕（おおぜき ますひろ、天保8年12月9日〈1838年1月4日〉- 慶応3年12月9日〈1868年1月3日〉）は、江戸時代末期の大名。下野国黒羽藩15代藩主。

## 略歴
天保8年12月9日（1838年）、遠江国横須賀藩主・西尾忠善の嗣子であった西尾忠宝の三男として生まれる。文久元年（1861年）、大関増徳の養嗣子となり、10月9日に跡を継いだ。文久元年（1861年）11月に江戸幕府14代将軍・徳川家茂に御目見して12月に従五位下、肥後守に叙任する。
文久2年（1862年）4月に講武所奉行、次いで11月に陸軍奉行に任じられ、幕府の軍制改革に努めるが、病をえて文久3年（1863年）3月15日に辞任した。同年5月、初めての国入りに際し、自らに全権委任することを家臣らに認めさせ、西洋式砲術を導入するなど藩政改革に取り組んだ。慶応元年（1865年）に新設された海軍奉行に任じられ、慶応2年（1866年）8月には若年寄格、慶応3年（1867年）1月19日に若年寄となった。しかし慶応3年（1867年）12月9日、狩猟中に猟銃暴発事故で死亡した。享年31。
子は全て早世していたため、増裕の死は養子が決まるまで秘匿され、増勤が急養子として跡を継いだ。
増裕はまた、作新学院の名前の由来となる藩校作新館を創設した。この校名は勝海舟が名付けたという。

## 大関増裕の死と於待の方
アメリカ・カリフォルニア州発行の日刊紙、Daily Alta Californiaの1868年9月20日付け記事に大関増裕とその妻・於待の方と思われる女性のことが記されている。
少し前、約70人から80人の女性が南軍（新政府軍）との戦いで亡くなった夫の仇を討つため江戸を出て仙台の軍に加わった。彼女らは前海軍奉行で横浜でもよく知られている大関肥後守の未亡人の指揮下にある。われわれの情報提供者によれば、女性が武器を取って浪人になることは日本の歴史ではよくあることだという。
大関肥後守こと大関増裕の死後、その未亡人である於待の方（待子）が奥羽越列藩同盟軍の一員として戦ったとする記事。於待の方は「夫婦して江戸町々を乗りあるき異国の真似する馬鹿の大関」と落首にも謳われる烈女として知られるものの、この記事にあるような事実は日本側史料では裏付けられない。一方で、大関増裕の死は狩猟中の猟銃暴発に伴う事故死だったとされるものの、自殺説や他殺説も囁かれているような状況で、記事に記されたようなことがあったと疑わせる状況証拠はあった。大関増裕は外様でありながら若年寄に取り立てられた恩義から徳川家への忠誠心はことのほか篤かったとされる一方、家臣団は新政府への傾斜を強めていた。そのため両者の関係は必ずしもうまく行っていなかったとされる。その背景には大関増裕が藩生え抜きではなく横須賀藩から入った養子だったことも関係していた。とはいえ、事件性を疑わせるような確かな証拠があるわけではなく、すべては噂の域を出ない。しかし、もし仮に記事の内容が事実とするなら、於待の方には「南軍」に対しリベンジすべき理由があったということになり、俄然、他殺説が有力になってくる。

## 系譜
父母
- 西尾忠宝（実父）
- 大関増徳（養父）

正室、継室
- お鉱 ー 大関増儀の娘（正室）
- 侍子 ー 大関増徳の養女（継室）

子女
5男6女すべて早世
養子
- 大関増勤 ー 谷衛滋の子あるいは松平頼功の三男